# Antoni Rovira i Rabassa
Antoni Rovira i Rabassa   (Barcelona, 1845 - Barcelona, 1919) fou un arquitecte català.

## Biografia
Era fill del també Antoni Rovira i Trias i de Magdalena Rabassa i Barenys. Es va llicenciar el 20 de desembre de 1866, i fou acadèmic de la de Belles Arts de Sant Jordi i catedràtic de les assignatures d'ombres, perspectiva, gnomònica i estereotomia a l'Escola Superior d'Arquitectura de la mateixa ciutat.
Entre els seus edificis destaquen la Casa Bonaventura Isern (1881-1883), l'Ajuntament de les Corts (1884), la Casa Vicenç Ferrer (1886) i la Casa Ramon Casas (1892).

## Galeria

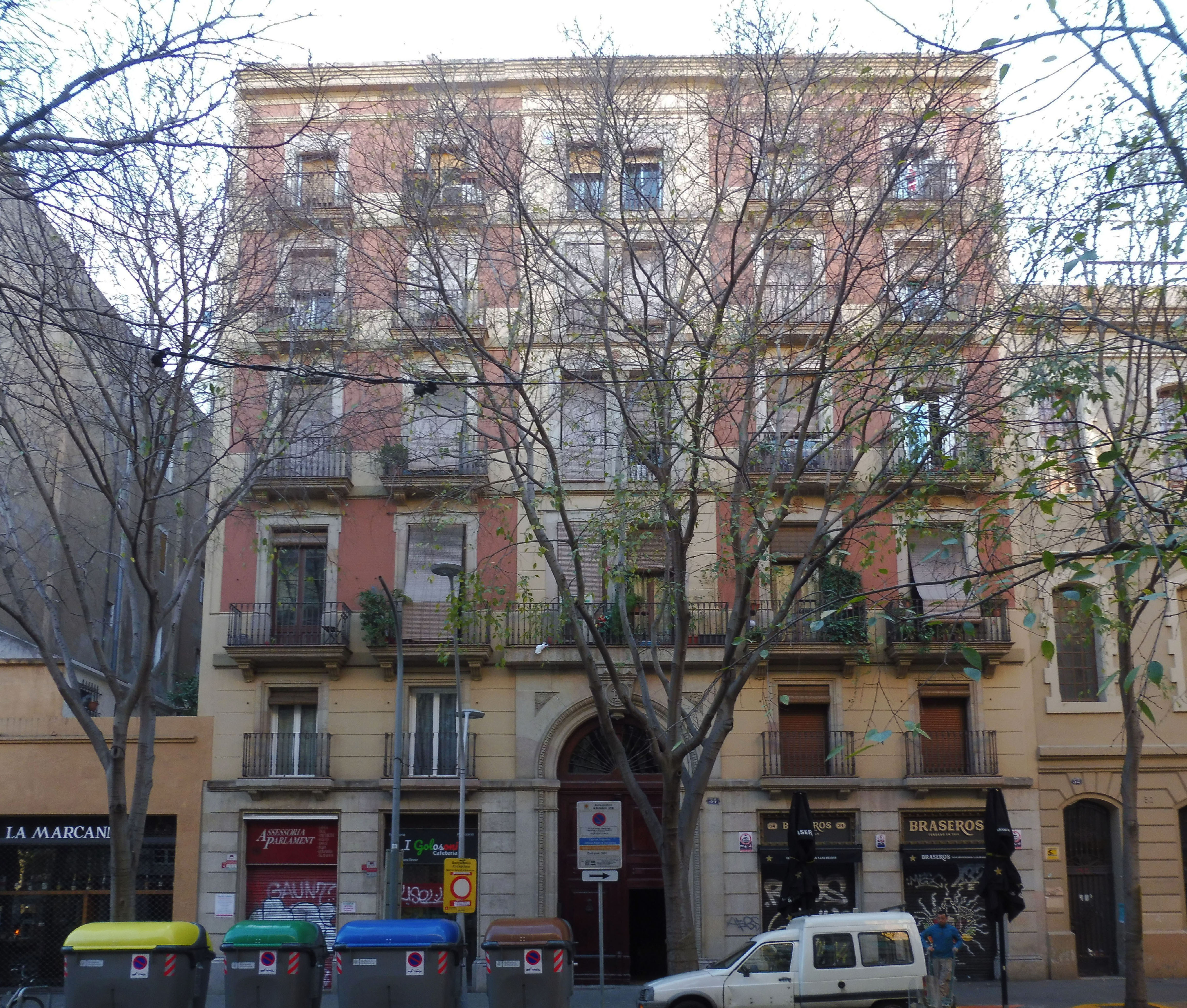
Casa Bonaventura Isern
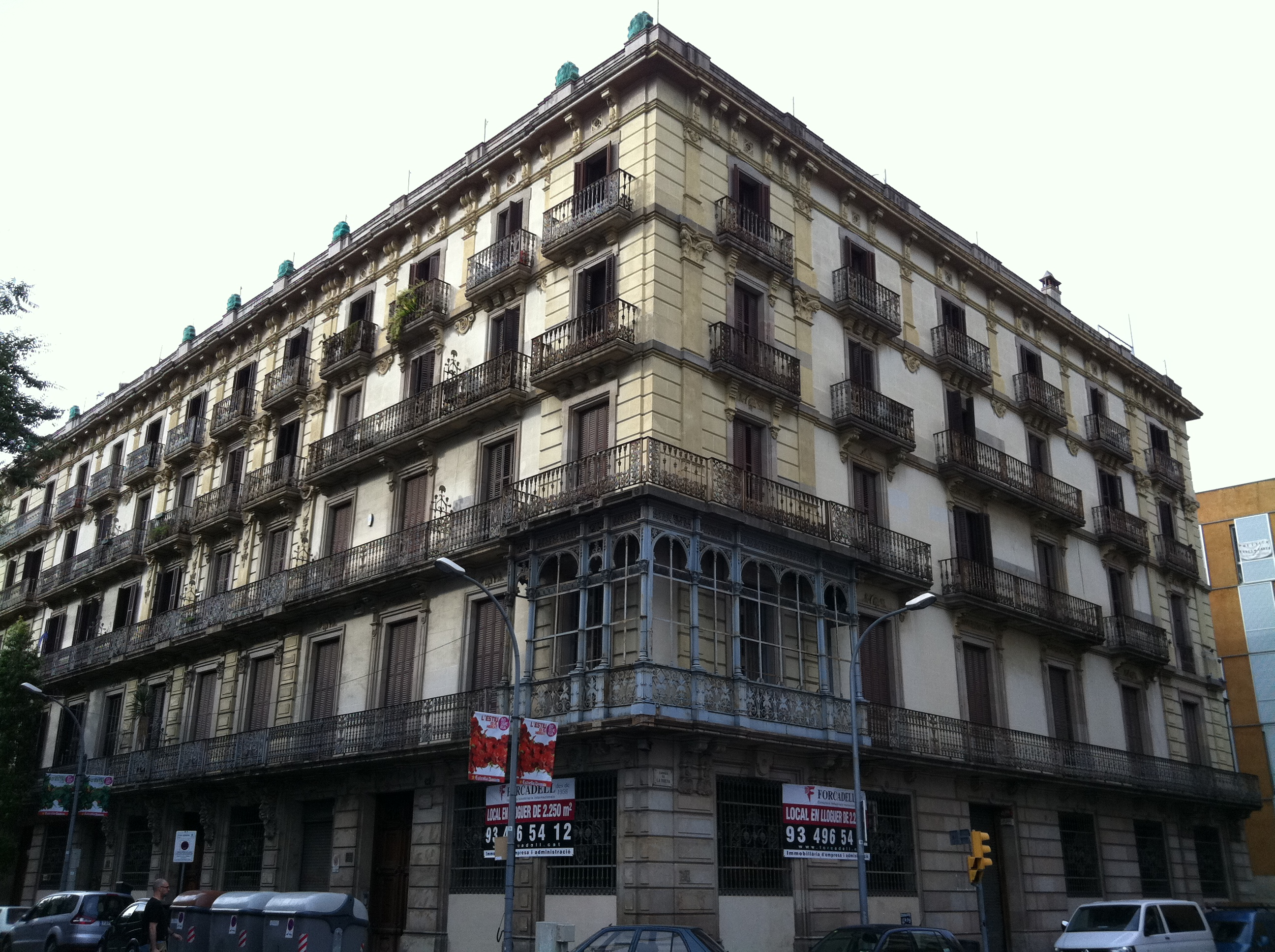
Casa Vicenç Ferrer
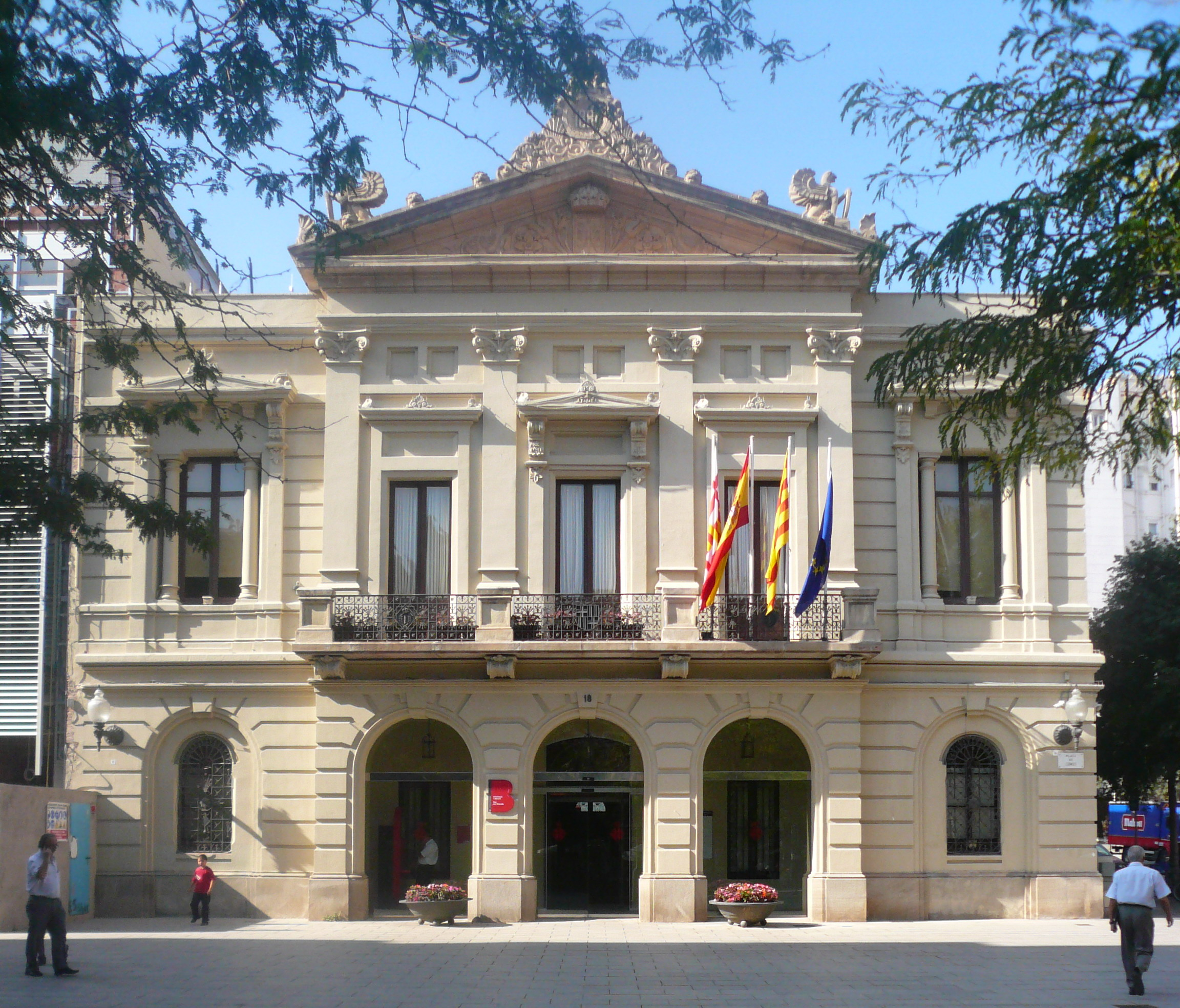
Ajuntament de les Corts
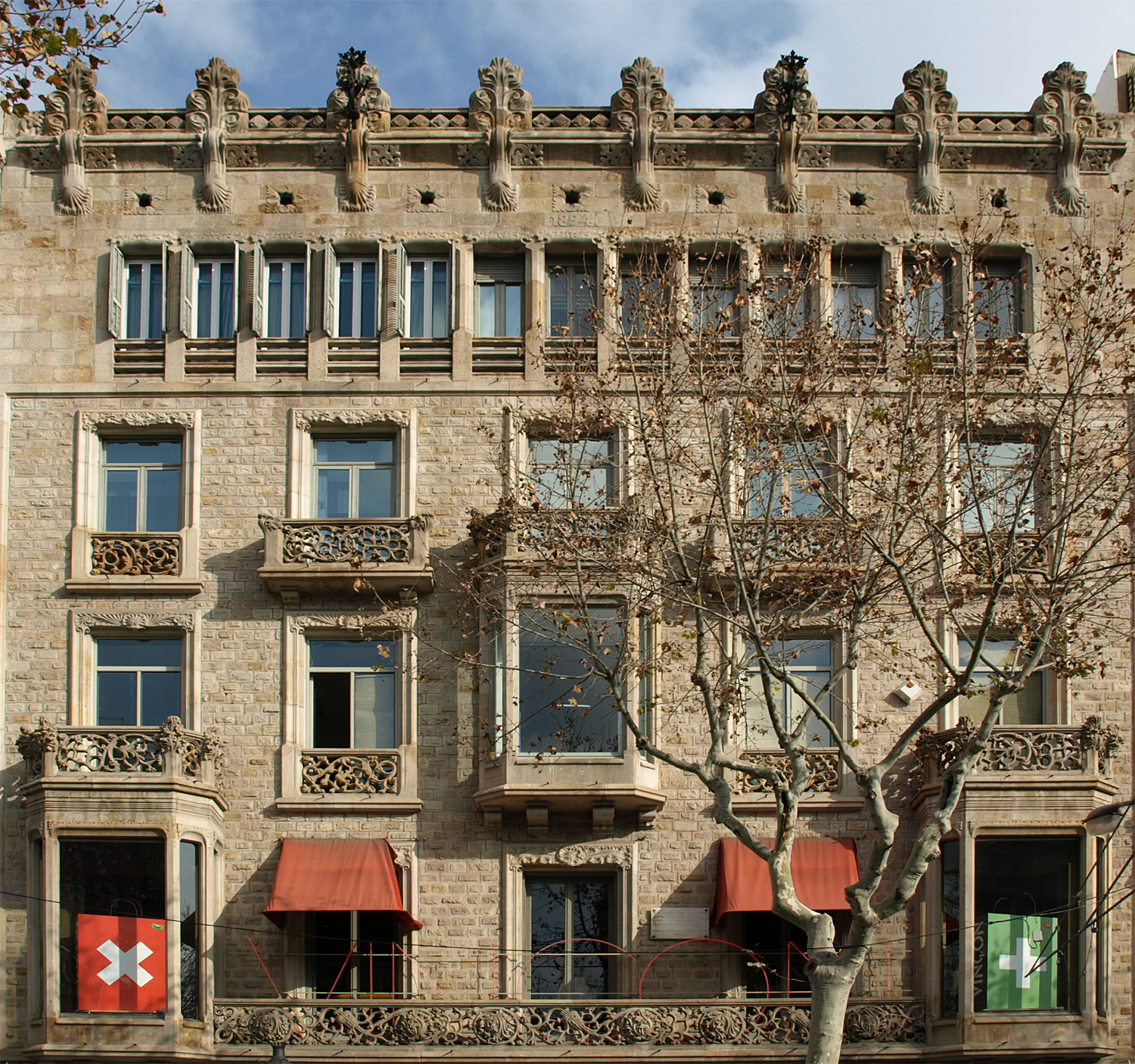
Casa Ramon Casas